# Indicatif régional 850

Carte de l'État de la Floride avec les territoires de ses fuseaux horaires et de ses indicatifs régionaux.

L'indicatif régional 850 est l'un des multiples l'indicatifs téléphoniques régionaux de l'État de la Floride aux États-Unis. Il dessert le Panhandle de Floride, un territoire situé au nord-ouest de l'État.
La carte ci-contre indique le territoire couvert par l'indicatif 850.
L'indicatif régional 850 fait partie du plan de numérotation nord-américain.

## Principales villes desservies par l'indicatif
- Crestview
- DeFuniak Springs
- Destin
- Fort Walton Beach
- Gulf Breeze
- Marianna
- Milton
- Monticello
- Navarre
- Niceville
- Panama City
- Pensacola
- Tallahassee (capitale de l'État)
- Valparaiso